# Войнишки паметник (Чепеларе)
Войнишкият паметник „Малката Шипка“ е построен в Чепеларе и е посветен на негови жители, загинали през периода от 1885 до 1945 г. във войните водени от България. 
Паметникът е построен през 1936 г. и е открит на 8 август 1937 г. от Пловдивския митрополит Максим в присъствието на кмета Васил Дечов и други видни чепеларци.
Войнишкият паметник е построен на място, откъдето се вижда целият град. Намира се на един хълм в близост до Музея на родопския карст. Името си получава от сходството си с паметника на връх Шипка.